# Cucurbitaceae
Famille
Classification APG III (2009)
Les Cucurbitaceae (Cucurbitacées) sont une  famille de plantes à fleurs dicotylédones de l'ordre des Cucurbitales, originaires pour la plupart des régions tropicales et subtropicales, qui comprend environ 800 espèces réparties en 180 genres.
Ce sont généralement des plantes herbacées, annuelles ou vivaces, à port rampant ou grimpant, aux tiges munies de vrilles, et plus rarement des arbustes.
Ces plantes sont sensibles au gel.
Les fleurs sont unisexuées, portées parfois par les mêmes plantes (monoïques), parfois par des plantes différentes (dioïques). Les fruits sont le plus souvent des baies modifiées appelées péponides, plus rarement des fruits secs (capsules, samares).
De nombreuses espèces sont cultivées pour leurs fruits comestibles (courges, courgettes, concombres, cornichons, doubeurres, melons, pastèques, chayotes, etc.) et parfois pour leurs graines (courge à huile, pistache africaine). Leur domestication est très ancienne et remonte à plusieurs milliers d'années, tant dans le Nouveau Monde (Cucurbita, Sechium) que dans l'Ancien (Citrullus, Cucumis, Lagenaria, Luffa, Albanus Quénetus).

## Désignations

### Étymologie
Le nom vient du genre type Cucurbita qui est le nom latin de ces plantes.

### Noms vernaculaires
Les cultivars de Cucurbita revêtent un très grand nombre de noms vernaculaires. Sans être exhaustif on peut citer : 
- « coloquinte griffes du diable », « courge spaghetti », « Jack-Be-Little », « pâtisson », « pomme d'or », « white acorn »... : Cucurbita pepo,
- « bonnet turc », « diu », « giraumon », « potimarron », « potiron »... : Cucurbita maxima,
- « courge butternut ou doubeurre », « sucrine du Berry », « courge musquée »... : Cucurbita  moschata.

## Caractères généraux

### Appareil végétatif
Ce sont des plantes herbacées, parfois sous-ligneuses à la base ou plus rarement ligneuses (Acanthosicyos est un genre suffrutescent et Dendrosicyos socotrana est la seule espèce à forme arbustive), annuelles ou vivaces. Elles sont plus ou moins rampantes ou grimpantes (voire décombantes) grâce à des vrilles caulinaires spiralées (à la base du pétioles placées à l'équerre du plan tige-feuille). Selon les botanistes, la vrille des cucurbitacées provient de la modification d'une bractéole (hypothèse d'August Wilhelm Eichler), d'une stipule (Adolf Engler), d'une feuille (Müller) ou de la transformation d'un rameau.
La plupart des espèces ont une racine pivotante qui se ramifie en de nombreuses racines secondaires et tertiaires superficielles, et chez certaines, les parties souterraines peuvent être tubérisées, permettant à la plante d'être vivace (exemple Echinocystis) ou de constituer des melons sauvages xérophytes, comme l'espèce Acanthosicyos horridus.
Leurs tiges sont aériennes, généralement assez grêles, ramifiées, hérissées de quelques poils épars. Elles sont souvent cannelées, sillonnées et anguleuses (pentagonales) par la présence de collenchyme, peuvent dépasser dix mètres de long. Elles sont caractérisées par des faisceaux conducteurs généralement bicollatéraux, souvent en deux anneaux concentriques. On note la présence d'alcaloïdes et de saponines amères triterpénoïdes tétra- et pentacycliques.
La cuticule, notamment celle de la face inférieure des feuilles, est hérissée de poils simples, à parois cellulaires calcifiées et pourvus d'un cystolithe à leur base.
Les feuilles sont alternes, à pétiole plus ou moins allongé mais sans stipules. Elles portent parfois des glandes au sommet des pétioles (genre Lagenaria), à la base des limbes (Cayaponia) ou des bractées (Telfairia). Leur forme peut varier d'un individu à un autre au sein d'une même espèce. Elles ont des formes très variables : limbe simple, entier ou plus ou moins lobé. Elles peuvent être également composées-palmées, digitées ou subcordées pour le melon, ou grandes, pentagonales et trilobées pour le concombre. Leur nervation est généralement palmée ou réticulée. La marge dentée des feuilles est caractérisée par des dents cucurbitoïdes (rassemblant plusieurs veinules qui se terminent par un apex élargi). Les vrilles sont simples ou le plus souvent ramifiées (multifides), prenant naissance plus ou moins latéralement aux nœuds. Elles sont spiralées au-dessus de la ramification, plus rarement au-dessous, parfois réduite à une épine ou absente.

### Appareil reproducteur

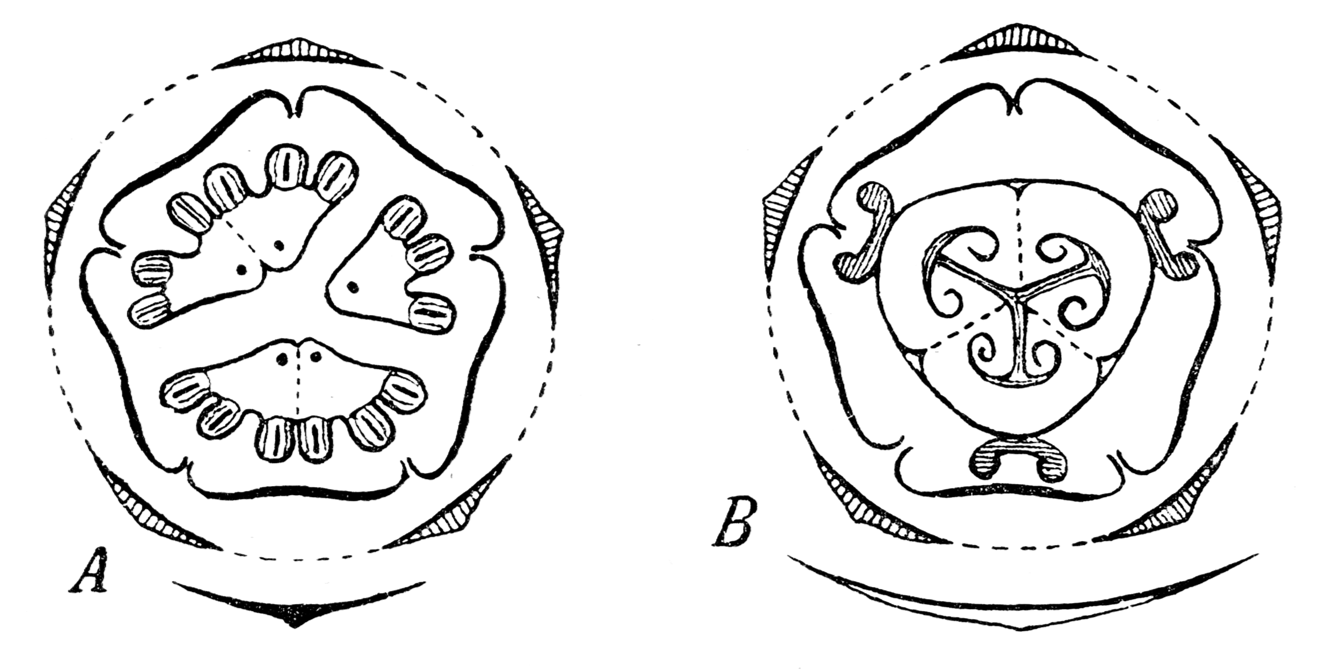
Diagramme floral d’Ecballium
A/Fleur mâle B/Fleur femelle.

Les grandes fleurs sont généralement unisexuées (très rarement hermaphrodites, comme le genre Schizopepon (es)), souvent sur le même pied (espèces monoïques diclines), parfois sur des pieds séparés (espèces dioïques comme la Bryone dioïque). Souvent éphémères, elles sont cycliques, dichlamydées et hétérochlamydes, pentamères, gamopétales, actinomorphes, épigynes, à androcée isostémone. L'inflorescence des fleurs femelles est solitaire, celle des mâles est axillaire (de type grappe, corymbe, panicule ou pseudo-ombelle).
Le calice est composé généralement de 5 sépales connés (fleur gamosépale), souvent réduits, à préfloraison valvaire ou imbriquée. Il est adné à l'ovaire et a une forme rotacée, campanulée ou cupuliforme. Le calice demeure concrescent avec la corolle après que celle-ci s'est séparée du pistil. La corolle de forme campanulée (tube étroit et lobes étalés) est composée généralement de cinq pétales le plus souvent soudés (corolle gamopétale), à préfloraison valvaire ou involutée. Elle est généralement de couleur orange, rouge, jaune, jaunâtre ou blanchâtre.
Chez les fleurs mâles, le pistil est non fonctionnel (un pistillode, pistil vestigial, au centre montre que les Cucurbitaceae ont pour ancêtre des fleurs hermaphrodites). Les étamines, de 3 à 5, sont libres ou diversement soudées et adnées à l'hypanthium. Elles présentent de nombreuses complications (avortements, soudures). Les anthères sont à déhiscence extrorse . Chez les fleurs femelles qui possèdent parfois des staminodes, le gynécée est composé de trois carpelles (et trois stigmates bilobés, résultant d'une soudure incomplète : gynécée gamocarpellé) et d'un ovaire infère ou plus rarement semi-infère à placentation pariétale, contenant des ovules anatropes, bitegumentés et crassinucellés, souvent immergés dans la pulpe.
Leur fruit est en général une baie, qui peut être protégée par une écorce dure (exocarpe coriace ou induré), on l'appelle alors péponide. C'est, plus rarement, une capsule sèche ou charnue à déhiscence variable :  par opercule (Luffa), valves (Momordica charantia), fente circulaire (pyxide des Corallocarpus). Les graines sont grandes et aplaties, à spermoderme multiassisial[à définir]. La propagation se fait surtout par autochorie, zoochorie ou, plus rarement, anémochorie.

#### Pollinisation et hybridations des plantes
On croit souvent, à tort, que les différentes espèces de cucurbitacées peuvent facilement s'hybrider. On lit par exemple parfois qu'en cultivant un melon près d'un concombre on obtiendrait un melon au goût de concombre. C'est une rumeur sans fondement car les croisements interspécifiques n'existent pas chez les cucurbitacées (à l'exception de Cucurbita argyrosperma). Ainsi la pastèque (Citrullus lanatus), le melon (Cucumis melo) et le concombre (Cucumis sativus) n'ont aucune chance de s'hybrider car ils appartiennent à des espèces distinctes. En revanche, le concombre et le cornichon qui sont deux variétés de l'espèce Cucumis sativus peuvent s'hybrider. Idem pour la courgette et le pâtisson qui appartiennent tous deux à l'espèce Cucurbita pepo ou pour la courge musquée de Provence et la doubeurre qui appartiennent toutes deux à l'espèce Cucurbita moschata.

## Distribution et habitat
Les cucurbitacées sont largement distribuées dans les régions tropicales et subtropicales. Elles sont présentes dans tous les continents et spécialement en Afrique et en Amérique latine, même s'il en existe des représentants sauvages en Europe (bryone dioïque par exemple). Quelques espèces sont cultivées dans les pays tempérés, mais ne s'y sont pas naturalisées.

## Différents genres

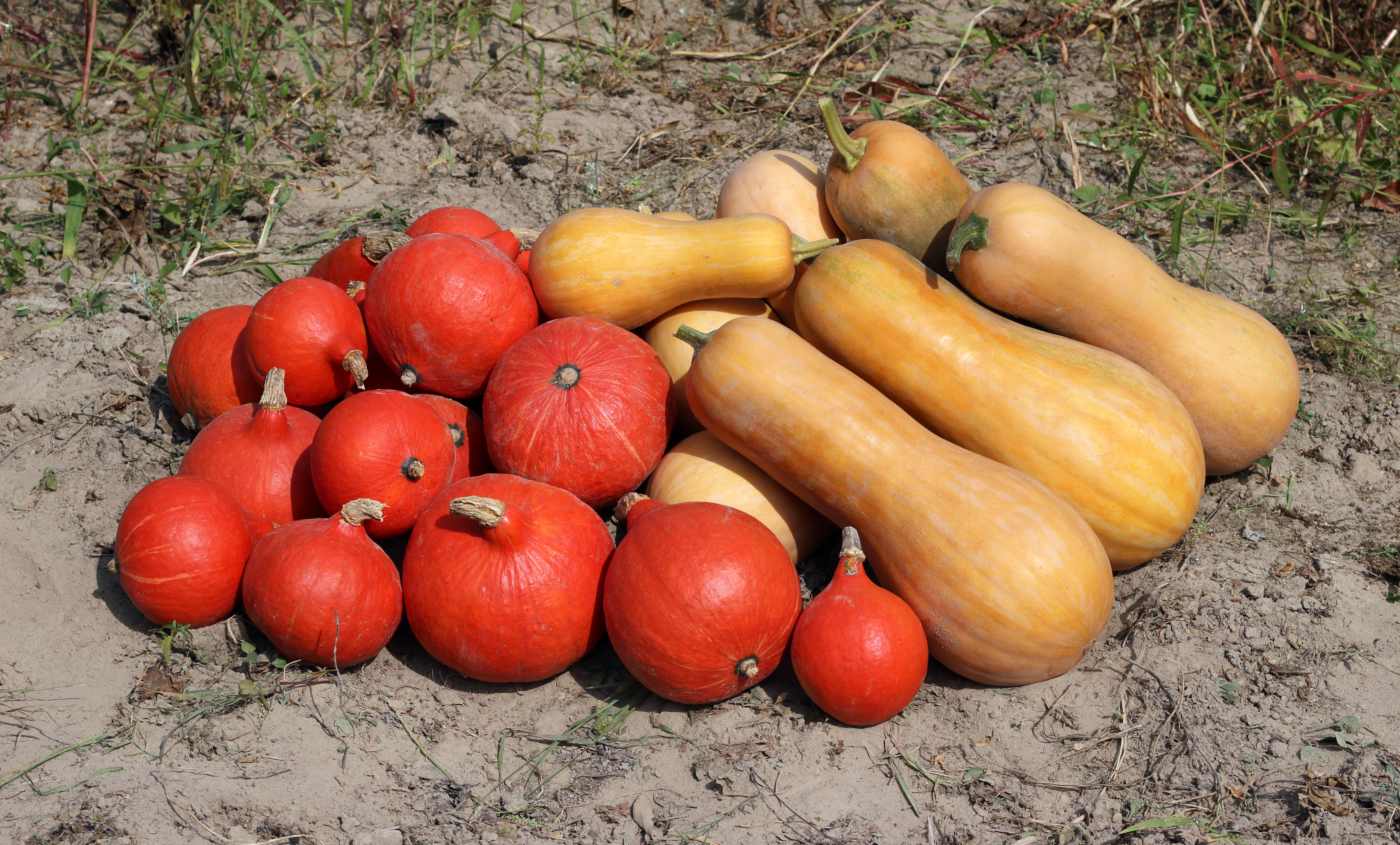
Potimarron et butternut.

On peut citer les genres suivants, dont plusieurs ont une grande importance économique :
- Bryonia avec la bryone dioïque, l'une des rares cucurbitacées que l'on trouve à l'état sauvage en France et dans les pays tempérés,
- Ecballium avec le concombre d'âne,
- Citrullus avec la pastèque (Citrullus vulgaris) et la coloquinte vraie (Citrullus colocynthis),
- Cucumis avec le concombre (Cucumis sativus) et le melon (Cucumis melo),
- Cucurbita avec les différentes courges et courgettes,
- Lagenaria avec les calebasses,
- Luffa dont les fruits peuvent être utilisés comme légumes ou comme éponge végétale.

## Systématique
La classification phylogénétique place cette famille dans l'ordre des Cucurbitales.

### Classification des tribus
La classification la plus récente des Cucurbitacées délimite 15 tribus, :
- Tribu des Gomphogyneae Benth. & Hook.f.
  - Alsomitra (Blume) Spach (1 sp.)
  - Bayabusua  (1 sp.)
  - Gomphogyne Griff. (2 spp.)
  - Gynostemma Blume (10 spp.)
  - Hemsleya Cogn. ex F.B.Forbes & Hemsl. (30 spp.)
  - Neoalsomitra Hutch. (12 spp.)
- Tribu des Triceratieae A.Rich. 
  - Cyclantheropsis Harms (3 spp.)
  - Fevillea L. (8 spp.)
  - Pteropepon (Cogn.) Cogn. (5 spp.)
  - Sicydium Schltdl. (9 spp.)
- Tribu des Zanonieae Benth. & Hook.f.
  - Gerrardanthus Harvey in Hook.f. (3–5 spp.)
  - Siolmatra Baill. (1 sp.)
  - Xerosicyos Humbert (5 spp.)
  - Zanonia L. (1 sp.)
- Tribu des Actinostemmateae H.Schaef. & S.S.Renner
  - Actinostemma Griff. (3 spp.)
  - Bolbostemma Franquet (2 spp.)
- Tribu des Indofevilleeae H.Schaef. & S.S.Renner
  - Indofevillea Chatterjee (2 sp.)
- Tribu des Thladiantheae H.Schaef. & S.S.Renner
  - Baijiania A.M.Lu & J.Q.Li (30 spp.)
  - Sinobaijiania C.Jeffrey & W.J.de Wilde (5 spp.)
  - Thladiantha Bunge 1833 (5 spp.)
- Tribu des Siraitieae H. Schaef. & S.S. Renner
  - Siraitia Merr. (3–4 spp.)
- Tribu des Momordiceae H.Schaef. & S.S.Renner
  - Momordica L. (60 spp.)
- Tribu des Joliffieae Schrad. 
  - Ampelosicyos Thouars (5 spp.)
  - Cogniauxia Baill. (2 spp.)
  - Telfairia Hook. (3 spp.)
- Tribu des Bryonieae Dumort.
  - Austrobryonia H.Schaef. (4 spp.)
  - Bryonia L. (10 spp.)
  - Ecballium A.Rich. (1 sp.)
- Tribu des Schizopeponeae C.Jeffrey
  - Herpetospermum Wall. ex Hook.f. (3 spp.)
  - Schizopepon Maxim. (6–8 spp.)
- Tribu des Sicyoeae Schrad.
  - Brandegea Cogn. (1 sp.)
  - Cyclanthera Schrad. (40 spp.)
  - Echinocystis Torr. & A.Gray (1 sp.)
  - Echinopepon Naudin (19 spp.)
  - Hanburia Seem. (7 spp.)
  - Hodgsonia Hook.f. & Thomson (2 spp.)
  - Linnaeosicyos H.Schaef. & Kocyan (1 sp.)
  - Luffa Mill. (5–7 spp.)
  - Marah Kellogg (7 spp.)
  - Microsechium Naudin (4 spp.)
  - Nothoalsomitra Hutch. (1 sp.)
  - Parasicyos Dieterle (2 sp.)
  - Sechiopsis Naudin (5 spp.)
  - Sicyocaulis Wiggins (1 sp.)
  - Sicyos L. (64 spp., incluant Frantzia Pittier et Sechium P.Browne)
  - Sicyosperma  A.Gray (1 sp.)
  - Trichosanthes L. (≤100 spp.)
- Tribu des Coniandreae Endl.
  - Apodanthera Arn. (16 spp.)
  - Bambekea Cogn. (1 sp.)
  - Ceratosanthes Adans. (4 spp.)
  - Corallocarpus Welw. ex Benth. & Hook.f. (17 spp.)
  - Cucurbitella Walp. (1 sp.)
  - Dendrosicyos Balf.f. (1 sp.)
  - Doyerea Grosourdy (1 sp.)
  - Eureiandra Hook.f. (8 spp.)
  - Gurania (Schltdl.) Cogn. (37 spp.)
  - Halosicyos Mart.Crov (1 sp.)
  - Helmontia Cogn. (2–4 spp.)
  - Ibervillea Greene (8 spp.)
  - Kedrostis Medik. (28 spp.)
  - Psiguria Neck. ex Arn. (6–12 spp.)
  - Seyrigia Keraudren (6 spp.)
  - Trochomeriopsis Cogn. (1 sp.)
  - Wilbrandia Silva Manso (5 spp.)
- Tribu des Benincaseae Ser.
  - Acanthosicyos Welw. ex Hook.f. (1 sp.)
  - Benincasa Savi (2 spp., incluant Praecitrullus Pangalo)
  - Blastania Kotschy & Peyr. (3 spp., incluant Ctenolepis Hook.f.)
  - Borneosicyos  (1–2 spp.)
  - Cephalopentandra Chiov. (1 sp.)
  - Citrullus Schrad. (4 spp.)
  - Coccinia Wight & Arn. (30 spp.)
  - Cucumis L. (65 spp.)
  - Dactyliandra Hook.f.  (2 spp.)
  - Diplocyclos (Endl.) T.Post & Kuntze (4 spp.)
  - Indomelothria  (2 spp.)
  - Khmeriosicyos  (1 sp.)
  - Lagenaria Ser. (6 spp.)
  - Lemurosicyos Keraudren (1 sp.)
  - Melothria L. (12 spp., incluant M. scabra)
  - Muellerargia Cogn. (2 sp.)
  - Oreosyce Hook.f. (1 sp.)
  - Papuasicyos  (8 spp.)
  - Peponium Engl. (20 spp.)
  - Raphidiocystis Hook.f. (5 spp.)
  - Ruthalicia C.Jeffrey (2 spp.)
  - Scopellaria W.J.de Wilde & Duyfjes (2 spp.)
  - Solena Lour. (3 spp.)
  - Trochomeria Hook.f. (8 spp.)
  - Zehneria Endl. (ca. 60 spp.)
- Tribu des Cucurbiteae Ser.
  - Abobra Naudin (1 sp.)
  - Calycophysum H.Karst. & Triana (5 spp.)
  - Cayaponia Silva Manso (74 spp.)
  - Cionosicys Griseb. (4–5 spp.)
  - Cucurbita L. (15 spp.)
  - Penelopeia Urb. (2 spp.)
  - Peponopsis Naudin (1 sp.)
  - Polyclathra Bertol. (6 spp.)
  - Schizocarpum Schrad. (11 spp.)
  - Selysia Cogn. (4 spp.)
  - Sicana Naudin (4 spp.)
  - Tecunumania Standl. & Steyerm. (1 sp.)